# 超能女孩
（又可譯為超能女孩、神力少女、超能女侠）是一位DC漫畫創作的虛構超級英雄，本名卡拉·佐-艾爾（Kara Zor-L，《闪点》后改为Kara Zor-El），有時也稱凱倫·斯塔爾（Karen Starr）。她第一次出現在《全明星漫畫》＃58（1976年1月／2月）。超能女孩在《Comics Buyer's Guide》中被排名在100位的第8位最性感女性漫畫人物中。

## 人物
超能女孩來自第二地球的氪星，是超人的堂姊，也是第一地球的超级少女在平行宇宙中的异界同位体。
在氪星毀滅時父母將她送至太空免於波及，雖然她離開了這個星球時和超人是一樣在同一時間，但她的船花了更長的時間才能到達第二地球。她擁有標準的氪星人力量。是美國正義社會的首位女成員，超能女孩有著一頭金髮，穿著白色、藍色的衣服並披著紅色披風，沒有「S」標誌。她早期出現在《全明星漫畫》，發現Wildcat經常幫她說話，如同對一位普通女性而不是氪星人，使她覺得有點煩。
常和女獵手（海倫娜·韋恩）一同合作出擊。
1985年的有限系列《無限地球危機》因第二地球被消滅，使得超能女孩的出生地改變，她成為了亞特蘭提斯、Magician、Arion的孫女。在2005到2006年的《無限危機》恢復她作為失去氪星的設定。
身高：5呎11吋、體重：180磅、出生日期：1918年、國籍：美國、職業：冒險家、美國司法學會會員、企業家、Starrware工業首席執行官

## 能力
超能女孩與超人相當的能力，包括「超級力量」、「超級眼力」、「超級耐力」、「超級敏捷性」、「治療因子」、「超級聽力」、「凍結呼吸」、「伸縮視覺」、「顯微視覺」、「X射線眼」、「刀槍不入」、「飛行」等。多年來各作家都給予超能女孩這個氪星人不同的力量水準，反映了第二地球的超人的低效能，如超能女孩在穿越空間飛行時必須先深呼吸，所以在她離開前一個星球時也必須如此，並保持幾個小時，直到她需要一個新的氧氣源。此外超能女孩還能「隔空取物」，其速度和耐久度能承受一定的傷害攻擊。

## 超能女孩漫畫

《超能女孩》vol.2，#1封面，由藝術家Amanda Conner繪製

- 書籍名稱：Power Girl
- 發行人：DC漫畫
- 時間：每月一次
- 類型：英雄
- 出版日期：
（第一卷）1988年6月
（第二卷）2009年7月到2011年10月
- 主角：超能女孩

### 創作團隊
- 作家

Vol.1
Paul Kupperberg
Vol.2
Jimmy Palmiotti（＃1-12）
賈斯汀·格雷（＃1-12）
賈德·溫尼克（＃13-25）
Mathew Sturges (＃26–27)
- 藝術家

Vol.1
Rick Hoberg
Arne Starr
Vol.2
Amanda Conner（＃1-12）
Sami Basri（＃13-23）
Hendry Prasetya （＃24-27）
- 文字書寫

Vol.1
Bob Pinaha
Vol.2
John J. Hill（＃1-24）
Travis Lanham（＃25-27）
- 調色

Vol.1
Julianna Ferriter
Vol.2
Paul Mounts（＃1-13）
Sunny Gho（＃14-20）
Jessica Kholinne（＃16-27）

### 版本
- 《超能女孩：全新的開始》 ISBN 978-1401226183
- 《超能女孩：外星人與類人猿》 ISBN 978-1401229108
- 《超能女孩：炸彈隊》 ISBN 978-1401231620
- 《超能女孩：昔日夥伴》 ISBN 978-1401233655

## 其他媒體

### 電視、電影
- 《無限正義聯盟》：雖然沒有直接出現在《正義聯盟》電視劇中，但《無限正義聯盟》中超级少女的克隆体“Galatea”（由妮可·汤姆（英语：Nicholle Tom）配音）是基于神力女孩改编的角色。
- 《超人前传》：
  - 在第二季第11集，丽兹·卡潘饰演的变形女曾被称为“神力女孩”；
  - 在第三季第22集，阿德琳妮·帕里奇饰演的白衣少女自称是“来自氪星的卡拉”，但后来证实只是一个被劫持后洗脑的地球女孩；
  - 在第十季第3集，露易丝·莱恩曾建议劳拉·范德沃特饰演的卡拉·肯特化名“神力女孩”。
- 《超人/蝙蝠俠：公眾之敵》：这是神力女孩在任何影视作品中首次正式登场，由《超人前傳》中的艾莉森·麦克配音。
- 《DC超级英雄女孩》：由妮可·苏利文（英语：Nicole Sullivan）配音。

### 電子遊戲
- 《DC 超級英雄 Online》
- 《乐高蝙蝠侠3:飞跃哥谭市》

## 外部連結
- Power Girl Online
- JSA Fact File: Power Girl （页面存档备份，存于）
- Earth-2 Power Girl Index
- A Brief History of Power Girl （页面存档备份，存于） by Julian Darius
- History of Power Girl by Alan Kistler
- Power Girl's official secret origin （页面存档备份，存于）—on dccomics.com
- Amanda Conner: Talking Power Girl—Interview with JSA Classified artist Amanda Conner.
- Everybody Loves Power Girl! （页面存档备份，存于）—by writer David Campbell.
- Interviews with Paul Levitz （页面存档备份，存于）, Gerry Conway （页面存档备份，存于）, and Ric Estrada （页面存档备份，存于） about the 1970s All Star Comics revival—from Alter Ego Vol. 3 #14.
- Power Struggle, the Rise and fall and Rise Again of DC's Power Girl—Movie PoopShoot Article
- The Experiment Part Two: still "Power Girl" after all these years ~ Joseph Illidge （页面存档备份，存于）—by former Birds of Prey editor Joseph Illidge.
- Interview: Jimmy Palmiotti interview at Pink Raygun